# Acacia macracantha
Acacia macracantha é uma espécie de leguminosa do gênero Acacia, pertencente à família Fabaceae.